# El Triunfo, Honduras
El Triunfo är en ort i Honduras.   Den ligger i departementet Choluteca, i den södra delen av landet, 110 km söder om huvudstaden Tegucigalpa. El Triunfo ligger 89 meter över havet och antalet invånare är 7 182.
Terrängen runt El Triunfo är platt åt sydost, men åt nordväst är den kuperad. Runt El Triunfo är det ganska tätbefolkat, med 54 invånare per kvadratkilometer. El Triunfo är det största samhället i trakten. Omgivningarna runt El Triunfo är en mosaik av jordbruksmark och naturlig växtlighet.